# HD 29697
HD 29697 — переменная звезда в северном созвездии Телец. Звезда примечательна тем, что она необычно активна для изолированного оранжевого карлика; она довольно быстро вращается, создавая сильное магнитное поле, которое создаёт большие звёздные пятна и мощные вспышки. Подобное поведение характерно для очень молодых звёзд; HD 29697 хотя и лежит вдалеке от любых молодых рассеянных звёздных скоплений, всё таки она считается возможным членом звёздной ассоциации TW Гидры.
Звезда имеет видимую звёздную величину +8.00m и, согласно шкале Бортля, звезда не видна невооружённым глазом.
Из измерений параллакса, полученных во время миссии Hipparcos известно, что звезда удалена примерно на 43 св. лет (13,2 пк) от Земли. Звезды наблюдается севернее 80° ю. ш., то есть видны практически на всей территории обитаемой Земли, за исключением приполярных областей Антарктиды. Лучшее время наблюдения — ноябрь.
Звезда HD 29697 движется со средней скоростью относительно Солнца: радиальная гелиоцентрическая скорость для звезды HD 29697 равна 11 км/с, что примерно на 10 % больше скорости местных звёзд Галактического диска, а также это значит, что звезда удаляется от Солнца. Звезда HD 29697 приближалась к Солнцу на расстояние 42,97 св. лет 11 000 лет назад. По небосводу звезда движется на юго-запад, проходя по небесной сфере 0.3445 угловых секунд в год.
Средняя пространственная скорость для HD 29697 имеет следующие компоненты (U, V, W) =(5.6, −3.5, −20.6), что означает U=5,6 км/с (движется по направлению к галактическому центру), V=−3,5 км/с (движется против направления галактического вращения) и W=−20,6 км/с (движется в направлении южного галактического полюса).

## Свойства HD 29697
Звезда, судя по её спектральному классу является оранжевым карликом спектрального класса K3V. Также, этот спектр показывает, что водород в ядре звезды ещё является ядерным «топливом», то есть звезда находится наглавной последовательности. Масса звезды равна 0,75 {\displaystyle M_{\bigodot }}.
В связи с небольшим расстоянием до звезды её радиус может быть измерен непосредственно, и первая такая попытка была сделана в 1983 году. Данные об этом измерении приведены в таблице:
| Имя звезды | Год  | m                     | Спектр                | D (mas)               | Rабс ({\displaystyle R_{\bigodot }}) | Комм.  |
| Глизе 174  | 1983 | 8.02                  | K3VE                  | —                     | 0,72                                 | [ 16 ] |
| —          | 2018 | измерение миссии Gaia | измерение миссии Gaia | измерение миссии Gaia | 0,66 ± 0,02                          | [ 17 ] |

Eё радиус в настоящее время оценивается в 0,67 {\displaystyle R_{\bigodot }}, так что измерение 1983 года было достаточно точным.
Звезда излучает энергию со своей внешней атмосферы при эффективной температуре около 4454 К, что придаёт ей характерный оранжевый цвет. Светимость звезды равна 0,15 {\displaystyle L_{\bigodot }}. Для того, чтобы планета, аналогичная нашей Земле, получала бы примерно столько же энергии, сколько она получает от Солнца, её надо было бы поместить на расстоянии 0,22 а. е., то есть, в точку находящуюся в 2 раза ближе орбиты Меркурия, чья большая полуось орбиты равна 0,39 а. е. Причём с такого расстояния HD 29697 выглядела бы в 3,2 раза больше нашего Солнца, каким мы его видим с Земли — 1,6° (угловой диаметр нашего Солнца — 0,5°).
Звезда HD 29697 слегка переменная: во время наблюдений яркость звезды колеблется с амплитудой 0,39m, колеблясь между значениями 7,94m и 8,33m, тип переменной определён как переменная типа BY Дракона. HD 29697 имеет обозначение характерное для переменных звёзд — V834 Тельца (V834 Tauri, сокращ. V834 Tau.
Скорость вращения HD 29697 почти в 5 раз больше солнечной и имеет значение 9,73 км/с, что даёт период вращения звезды — порядка 3,58 дней. Звезда была исследована на предмет наличия околозвездного диска с помощью космического телескопа Спитцер, но не было обнаружено статистически значимого избытка инфракрасного излучения.
Звезда оцень молодая: текущий возраст звезды определён с большими ошибками, как 49 ± 37 млн. лет. Также известно, что звезды с массой 0,75 {\displaystyle M_{\bigodot }} живут на главной последовательности порядка 22,4 млрд. лет. Таким обозом, HD 29697 ещё очень нескоро станет красными гигантами, а затем, сбросив внешние оболочки, станут белыми карликами.

## История изучения кратности звезды
В 1998 году группа американских астрономов пол руководством П. Лоуренса (англ. Lowrance, P.J.) открыла компонент B, вероятнее всего коричневый карлик, и звёзды вошли в каталоги как LWR 5.
Согласно Вашингтонскому каталогу визуально-двойных звёзд, параметры этих компонентов приведены в таблице:
| Компонент | Год  | Количество измерений | Позиционный угол | Угловое расстояние | Видимая звёздная величина компонента I | Видимая звёздная величина компонента II |
| B         | 1998 | 1                    | 144°             | 14.0″              | 5.80m                                  | 19.40 m                                 |

Обобщая все сведения о звезде, можно сказать, что у HD 29697, по-видимому, есть один спутник:
- компонент B, звезда 19-й величины, находящаяся на угловом расстоянии 14,4 секунд дуги, у которой известен только Gaia-номер, который равен 3411339592313147904[19]. Звезда была найдена с использованием чувствительности и пространственного разрешения, обеспечиваемых коронографом NICMOS на космическом телескопе Хаббл. Фотометрия предполагает спектральный класс M8-M8,5 с температурой ~2600 К. Так как, по оценкам группы исследователей вероятность случайного совпадения с фоновым объектом такого рода меньше 2х10−5, и поэтому предполагается, что объект (TWA 5B) физически связан со звездой, причем физическое расстояние до звезды оценивается в 100 а. е., а период вращения коричневого карлика вокруг главного компаньона порядка 1200 лет. С учетом вероятной молодости основного объекта, современные модели охлаждения коричневых карликов предсказывают массу ~20 {\displaystyle M_{J}}[14].

## Ближайшее окружение звезды
Следующие звёздные системы находятся на расстоянии в пределах 20 световых лет от звезды HD 29697 (включены только: самая близкая звезда, самые яркие (<6,5m) и примечательные звёзды). Их спектральные классы приведены на фоне цвета этих классов (эти цвета взяты из названий спектральных типов и не соответствуют наблюдаемым цветам звёзд):
| Звезда              | Спектральный класс | Расстояние, св. лет |
| Глизе 169           | G8.5IV             | 5.38                |
| 111 Тельца          | F8V                | 9.42                |
| 104 Тельца          | G4V                | 9.48                |
| Глизе 179           | M3V                | 11.12               |
| 39 Тельца           | G5V                | 12.78               |
| Глизе 208           | M0.0 Ve            | 13.39               |
| Глизе 176           | M2,5V              | 13.69               |
| Лямбда Возничего    | G1V                | 15.64               |
| Хи¹ Ориона          | G0 V               | 18.92               |
| Капелла и Капелла H | K0IIIe+G1III       | 19.56               |
| Пи³ Ориона          | F6V                | 19.67               |
| 10 Тельца           | F8V                | 19.86               |

Рядом со звездой, на расстоянии 20 световых лет, есть ещё порядка 25 красных, оранжевых карликов и жёлтых карликов спектрального класса G, K и M, а также 4 белых карлика которые в список не попали.

### Комментарии
1. ↑  Расстояние рассчитано по приведённому значению параллакса
2. ↑  Угловой диаметр (δ) вычисляется по формуле
'"`UNIQ--math-00000043-QINU`"', где RS — радиус звезды, выраженный в а.е.; dS — расстояние до звезды
3. ↑  LWR  — ссылка на каталог группы П. Лоуренса, 5 — номер записи в их каталоге